# Swim - Re-Released
Swim - Re-Released è la ristampa dell'album Swim (1996) del gruppo gallese dei Feeder, avvenuta dopo il successo di dell'album Echo Park.
Uscito nel luglio 2001 comprende, oltre alle 6 tracce del mini-album, anche 4 canzoni uscite come b-side più Chicken on a Bone, presente nel primo demo del gruppo Two Colours. Completano il lavoro 2 video.
Si differenzia dall'altro Swim per la copertina di colore diverso: blu la prima, rossa per questa ristampa.

## Tracce
1. Sweet 16 - 3:32
2. Stereo World - 3:32
3. W.I.T. - 2:29
4. Descend - 5:25
5. Shade - 4:09
6. Swim - 3:19
7. Elegy - 4:13
8. World Asleep - 4:19
9. Chicken On A Bone - 3:46
10. Spill - 2:58
11. Forgiven - 4:46
12. Crash (CD Rom Video)
13. Cement (CD Rom Video)

## Formazione
- Grant Nicholas - voce, chitarra
- Taka Hirose - basso
- Jon Lee - batteria